# 浜島町浜島
浜島町浜島（はまじまちょうはまじま）は三重県志摩市の大字。住民基本台帳に基づく2024年3月31日現在の人口は2,613人、1989年現在の面積は3.745km2。郵便番号は517-0404（集配局：阿児郵便局）。
地形にちなんだ地名であると考えられている。
浜島町の人口の4分の3が集中する 中心的な集落で、伊勢えびの漁獲と遠洋漁業が盛んな地区である。

## 地理
志摩市の西部、志摩市街地・阿児町鵜方から見て南西の方角に位置する。地形的には海岸の低地と標高の低い丘陵からなる。東側と南側が英虞湾に面し、南東部は同湾に突き出す形をしている。北は浜島町塩屋（飛び地）、西は浜島町南張（なんばり）と接する。大崎半島西部に飛び地があり、浜島町迫子（はざこ）と接する。
- 島：矢取島（大矢取島・小矢取島・渡瀬）
- 山：浅間山
- 川：田杭川
- 峠：磯笛峠

### 小・中学校の学区
市立小・中学校に通う場合、学区は以下の通りとなる。
| 番・番地等 | 小学校             | 中学校             |
| ---------- | ------------------ | ------------------ |
| 全域       | 志摩市立浜島小学校 | 志摩市立浜島中学校 |

## 歴史

### 近世まで

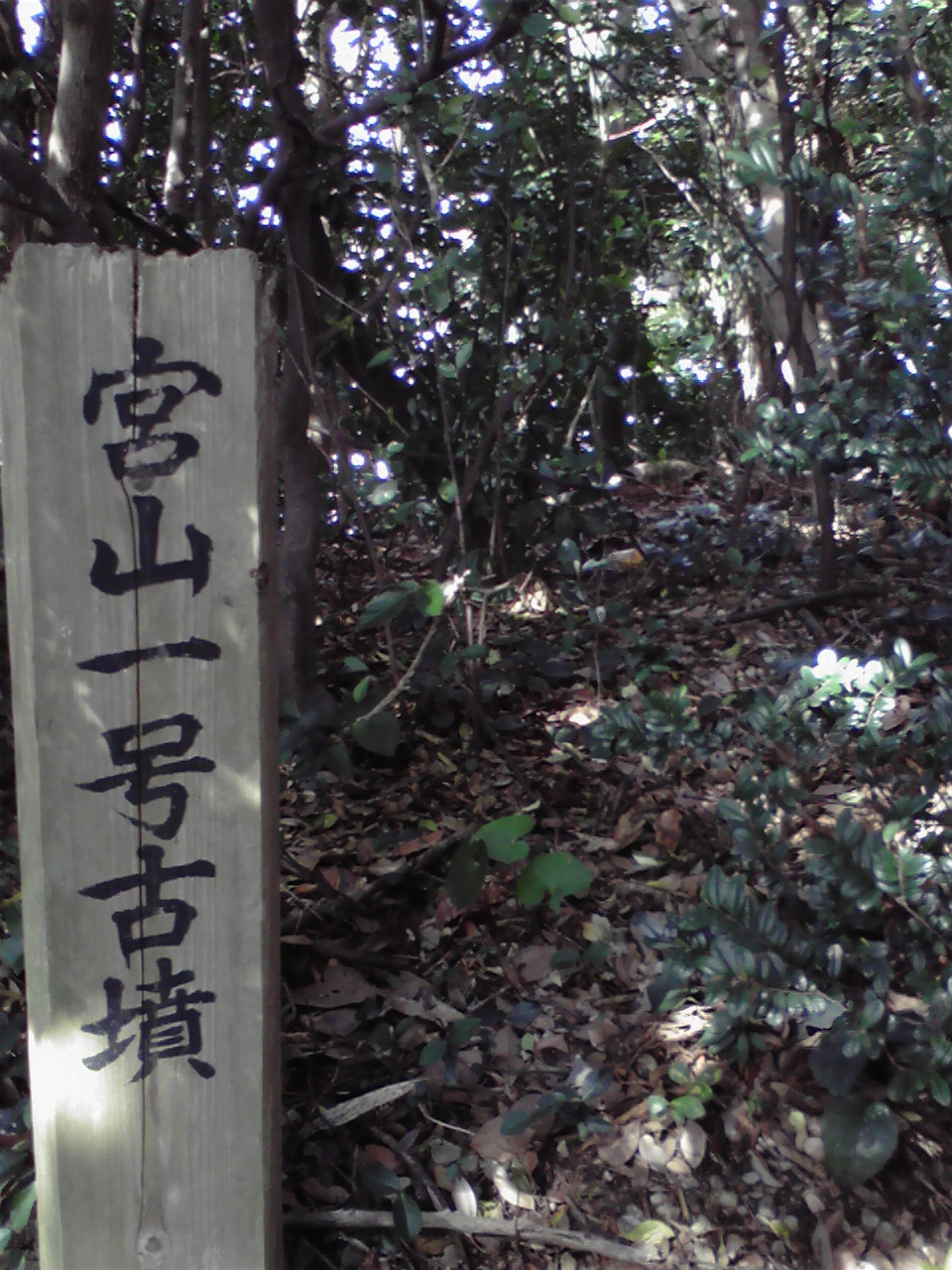
宮山一号古墳

小字目戸山（めどやま）で古墳時代後期のものと見られる15基の円墳が見つかっており、1937年（昭和12年）7月2日に「浜島古墳」として三重県指定史跡となっている。全長7.2mの石室やメノウ・須恵器・3口の鉄刀などが出土している。ほかにも小字宮山の「宮山古墳群」や貝塚が発見されており、太古の時代から人が住んでいた
のは確かである。
「浜島」という地名が見られるのは古代の『郷村旧神楽歌』中の「御座浜島の三宮神」、永禄8年の伊勢国大湊の入港記録である『船々聚銭帳』に浜島から1艘の船が入港した、と記載されていたくらいで、浜島町の地区に比べて少ない。応永年間（1394年 - 1428年）にやって来た土豪の小野田氏（浜島氏とも）は浜島城をこの地に構えた。浜島城は本丸だけでなく、二の丸・三の丸まで備えた壮大なもので、一部土塁を残している。戦国時代には小野田筑後が治めていたが、九鬼嘉隆の浜島攻めに遭い降伏、その後は家老として九鬼家に仕え、文禄の役で奮闘したと伝えられる。
江戸時代には鳥羽藩鵜方組（志摩国英虞郡）に属した。この頃浜島港は「志州四箇津」の1つに数えられ、志摩国内で鳥羽港に次ぐ千石船の寄港地として発達した。江戸と上方を行き来する船乗り相手の妓楼や「はしりかね と呼ばれる遊女も現れた。当時の浜島村は里と大矢の2つの集落に分かれていた。
幕末にはアメリカ・イギリスなどの異国船の入港・漂着が相次いだが不当な要求のない穏当なものだった。しかし鳥羽藩はこれに危機感を抱き、浜島に台場を2箇所設置した。

### 近代
1899年（明治22年）、町村制施行に伴い近隣5箇村をもって浜島村（はまじまむら）が発足した。村名は浜島地区から取ったもので、村役場も当地区におかれた。1897年（明治30年）1月に浜島の住民の初寄合が開かれ、小字岩崎の埋め立てを決定し、3haの埋立地が翌1898年（明治31年）11月に完成した。この土地には1899年（明治32年）に誘致された三重県水産試験場の初代庁舎が建設された。同試験場では、水産業・水産加工業・遠洋漁業の研究・指導が行われた。この施設は「三重県水産研究所」として現存する。
1903年（明治36年）、浜島漁業協同組合が発足する。浜島漁協は、公式には漁業組合準則に基づいた経済組織であったが、実際には旧来からのヂゲ（地下）と呼ばれる浜島地区の統治機関（村落共同体）から成立したものであり、組合員の資格を得るためには漁業を行っていることではなく、浜島の元からの住民（土着民）であることが求められた。また、浜島区長は浜島漁業協同組合長を兼務していた。このため、漁業権は組合が管理すべきものであったにもかかわらず、従来通り元からの住民の共同所有・共同利用の形をとった。
同じく1903年に真円真珠の養殖に成功した御木本幸吉は、英虞湾における真珠養殖事業の独占を図って湾内の地先海面の賃貸契約を締結し、区画漁業権の取得を開始した。これにより漁業が盛んではなかった神明村や立神村では地先海面をほとんど失い、後に区画漁業権取得闘争を展開することになる。一方で漁業を生業とする浜島は、御木本に賃貸した地先海面はわずかで、御木本からの寄付に満足していたため、争いを起こさなかった。真珠養殖が湾内で盛んになると浜島漁協では真珠貝の養殖を始め、その収入は1916年（大正5年）に全漁獲金額の5分の1にあたる7,000円に達し、御木本から1,000円の契約手付金収入も得た。そして同年、浜島真珠組合が設立され、真珠貝の採取・販売と組合員への利益分配を担った。
1919年（大正8年）、浜島村は志摩郡内では鳥羽町（現鳥羽市）に次いで2番目に町制を施行、浜島は町の中心として賑わった。

### 現代

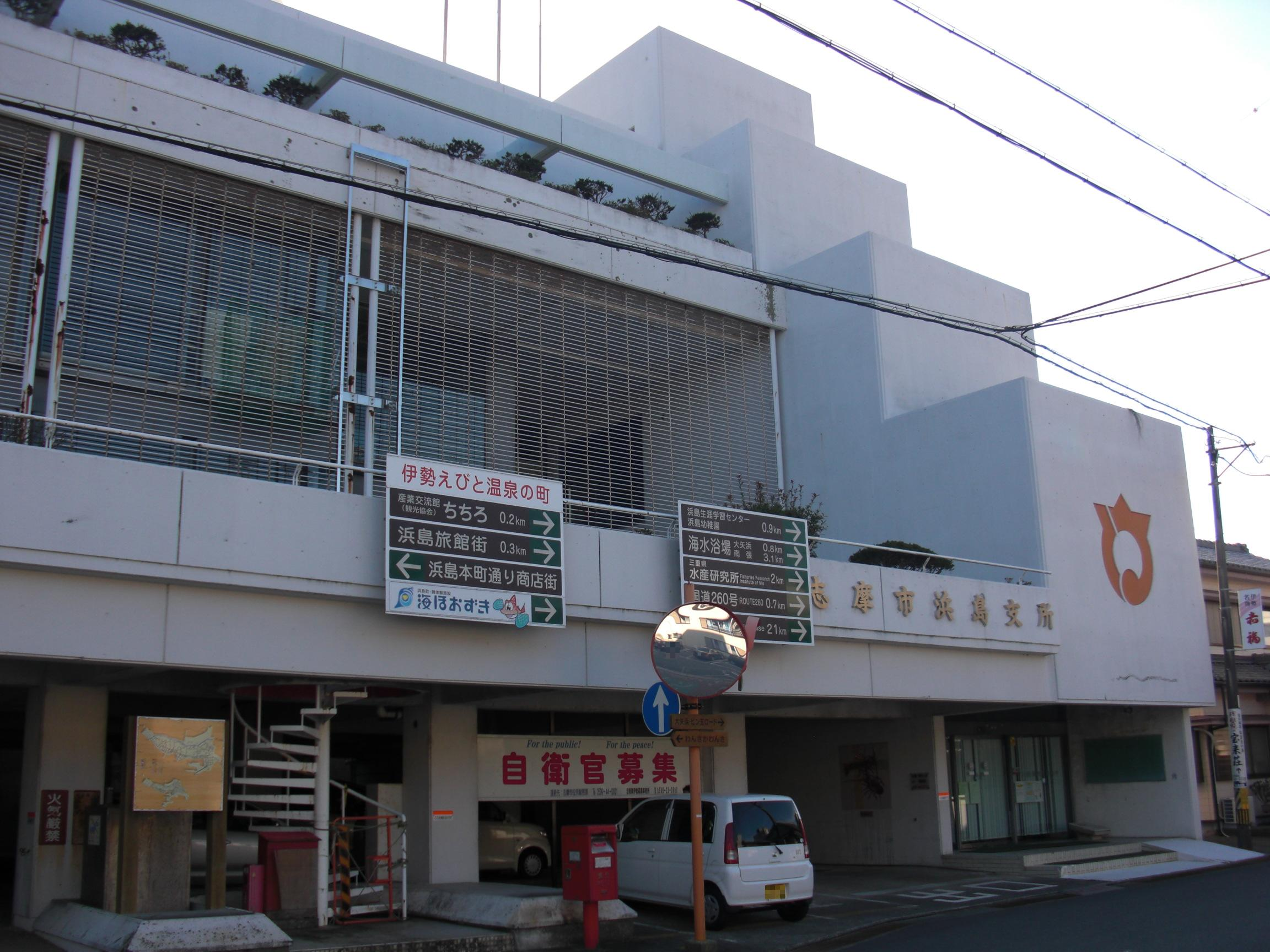
旧・志摩市役所浜島支所（元・浜島町役場）
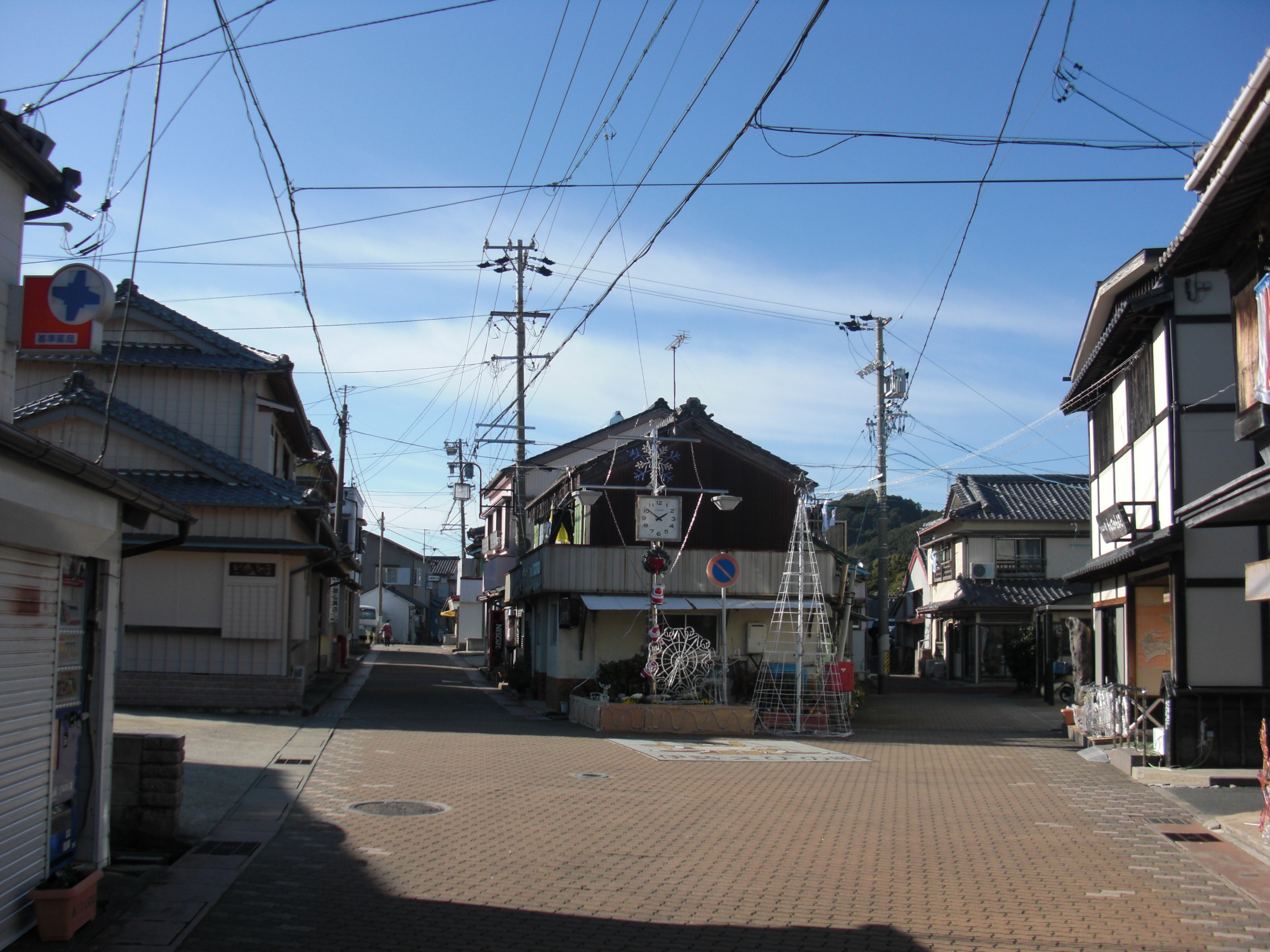
浜島本町通り商店街

浜島における本格的な養殖事業は戦後の新漁業法制定（1949年〔昭和24年〕）以降に始まった。真珠組合の組合員の配当金は1951年（昭和26年）に最高額45,000円を記録するが、徐々に減少し1962年（昭和37年）には0円となった。各戸配当に代わって、浜島小学校や簡易水道の建設費、ヂゲや組合の運営費として寄付に回すようになったのである。
平地の少ない浜島では、戦後に積極的な土地造成が進められた。最初に行われたのは、1959年（昭和34年）から1962年（昭和37年）にかけて実施された、目戸山の耕地整理である。これにより、山林や田畑の広がっていた目戸山には、浜島小学校・浜島郵便局・浜島町商工会などが移転、少し遅れて住宅や宿泊施設も進出し、浜島の新しい中心街となった。また旧来からの中心地である浜島本町通りの商店街は昭和30年（1955年）代から遠洋漁業と観光業の隆盛により賑わった。観光地としても、先述した目戸山のほか出湯の開発が行われ、旅館や飲食店が並ぶ歓楽街が形成された。
「宮シ作りの丘」には1970年（昭和45年）から1971年（昭和46年）にかけて330区画の宅地が造成され、汐見成（しおみなり）となった。浜島港でも「臨海土地造成事業」が実施され、1979年（昭和54年）に完工、現在この地には三重県水産研究所・三重県栽培漁業センター・志摩市浜島磯体験施設「海ほおずき」などが建設されている。さらに1986年（昭和61年）から1999年（平成11年）にかけて浜島港の拡張と観光化も行われ、港の入り口にある大矢取島が突堤で本土とつながった。
このような発展を遂げてきた浜島ではあるが、昭和50年代（1975年 - 1984年）より遠洋漁業に陰りが見え始め、バブル崩壊で観光業の発達も終わった。これに伴い人口が流出、少子高齢化も重なって浜島は衰退した。2001年（平成13年）度に第4次浜島町総合計画を受け、地元有志らが「街づくり推進委員会」を結成、現在は発展的に解消して2004年（平成16年）5月に設立された「まちづくり浜島協同組合」が中心となってまちづくりに取り組んでいる。2014年（平成26年）の第2回大会から、大矢浜海水浴場を主会場に伊勢志摩・里海トライアスロン大会が開催されるようになった。2021年（令和3年）1月4日、百五銀行鵜方支店浜島出張所が鵜方支店にブランチインブランチ方式で統合された。2022年（令和4年）7月11日には三十三銀行浜島支店が磯部支店と交互に営業することになり、月・水・金のみの営業となった。2024年（令和6年）2月22日には、温泉むすめの志摩茉莉也（しまりあちゃん）を活用した町おこし活動が始まった。当日は志摩茉莉也の誕生日との設定で、「顕現式」と称するお披露目会や誕生日会、ファン交流会が開かれ、同時に活動拠点として倉庫を改装したシマリアスが開店した。なお、志摩茉莉也は志摩温泉郷のキャラクターと位置付けられているが、志摩茉莉也による町おこし活動は志摩温泉郷全域ではなく浜島町（浜島温泉郷）内で展開している。

### 沿革
- 1889年（明治22年）4月1日 - 町村制施行により英虞郡浜島村成立。浜島村大字浜島となる。
- 1896年（明治29年）3月29日 - 答志郡と英虞郡が合併したことにより、志摩郡浜島村大字浜島となる。
- 1919年（大正8年）10月1日 - 浜島村が町制を施行し、志摩郡浜島町大字浜島となる。
- 2004年（平成16年）10月1日 - 平成の大合併により、志摩市浜島町浜島となる。（「大字」表記がなくなる。）

### 地名の由来
3つの説がある。
1. 「飯米島」の転訛による。古書に記載があるものの、信憑性に乏しい[21]。
2. この地を治めた「浜島豊後」にちなむ。古書に記載があるものの、浜島氏が治めていた時代には2つの集落に分かれていたことから疑わしい[21]。
3. 浜辺にあり、島のように見えたことから名付けられた。最も有力な説である[21]。

### 人口の変遷
1747年以降の人口の推移。
| 1747年（延享3年）  | 924人   | [ 3 ]      |  |
| 1908年（明治41年） | 2,724人 | [ 3 ]      |  |
| 1980年（昭和55年） | 5,610人 | [ 19 ]     |  |
| 2005年（平成17年） | 4,060人 | [ WEB 15 ] |  |
| 2010年（平成22年） | 3,594人 | [ WEB 16 ] |  |
| 2015年（平成27年） | 3,196人 | [ WEB 17 ] |  |
| 2020年（令和2年）  | 2,709人 | [ WEB 18 ] |  |
| 2024年（令和6年）  | 2,613人 | [ WEB 19 ] |  |

### 世帯数の変遷
1747年以降の世帯数の推移。
| 1747年（延享3年）  | 193戸     | [ 3 ]      |  |
| 1908年（明治41年） | 480戸     | [ 3 ]      |  |
| 1980年（昭和55年） | 1,515世帯 | [ 19 ]     |  |
| 2005年（平成17年） | 1,449世帯 | [ WEB 15 ] |  |
| 2010年（平成22年） | 1,365世帯 | [ WEB 16 ] |  |
| 2015年（平成27年） | 1,314世帯 | [ WEB 17 ] |  |
| 2020年（令和2年）  | 1,191世帯 | [ WEB 18 ] |  |
| 2024年（令和6年）  | 1,356世帯 | [ WEB 19 ] |  |

## 浜島港

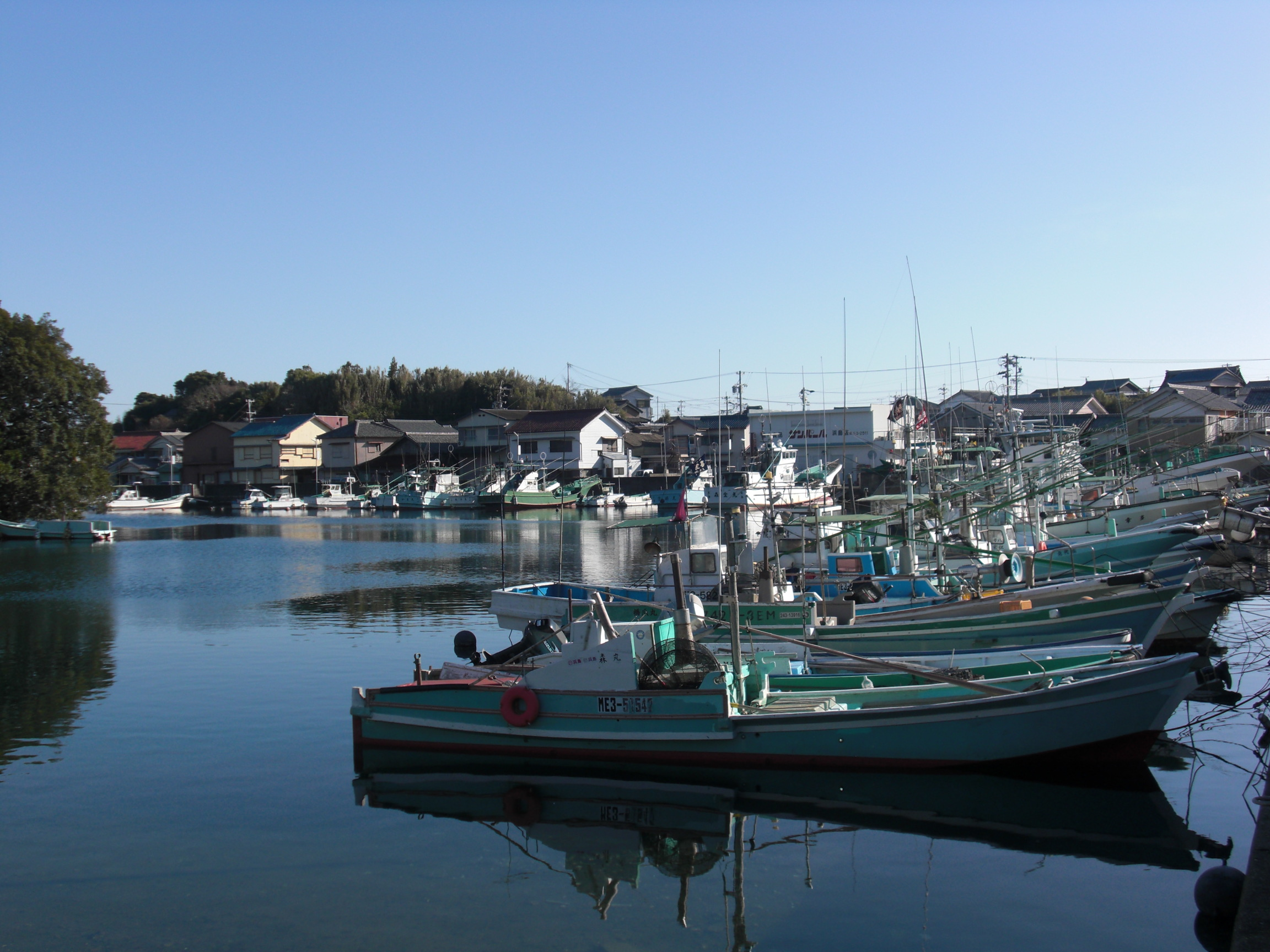
浜島港

浜島港（はまじまこう）は三重県志摩市浜島町浜島にある地方港湾。三重県唯一の避難港で、1952年（昭和27年）9月1日に指定された。
港湾の区域は、本土と矢取島を結ぶ突堤の本土側の端を中心とする600haの円内である。
浜島港及び賢島港の2港一帯は2017年（平成29年）6月にみなとオアシスに登録していて、海ほおずきを代表施設とするみなとオアシス志摩として交流・観光拠点ともなっている。

### 港湾統計
入港船隻数・貨物量
| 統計年次           | 入港船隻数〔隻〕 | 移入貨物量〔t〕 | 移出貨物量〔t〕 |
| 2002年（平成14年） | 7,449            | 1,380           | 4,527           |
| 2004年（平成16年） | 7,071            | 882             | 3,953           |
| 2005年（平成17年） | 2,347            | 883             | 3,249           |
| 2007年（平成19年） | 2,156            | 718             | 3,278           |
| 2012年（平成24年） | 1,969            | 1,210           | 3,922           |
| 2014年（平成26年） | 1,882            | 200             | 2,736           |
| 2015年（平成27年） | 1,873            | 0               | 2,596           |
| 2018年（平成30年） | 1,923            | 0               | 2,153           |
| 2019年（令和元年） | 1,884            | 0               | 2,407           |
| 2020年（令和2年）  | 1,789            | 0               | 2,205           |
| 2022年（令和4年）  | 474              | 0               | 2,831           |

取引品目
2007年の移入(計718t) : 1.水産品(467t), 2.石油製品(251t)、移出(計3,278t) : 1.水(2,178t), 2.石油製品(1,000t), 3.重油(100t)
2022年の移入(計0t)、移出(計2,831t) : 全て水

### 浜島と伊勢えび

伊勢えび大王像

旧浜島町は「伊勢えびの町」を宣言し、伊勢えび祭が開かれているが、浜島港の伊勢えび漁獲量は年間4t（2000年〔平成12年〕度）である。この数値は三重県内の港湾別統計によると第9位で、決して大きくはない。なお、県内第1位は同じ志摩市内の和具である。
それにもかかわらず伊勢えびの町を名乗っている背景には、浜島にある水産研究所で1988年（昭和63年）に世界初の伊勢えびの人工孵化に成功したからである。国道260号沿いには「伊勢えび大王像」が立てられ、伊勢えびの稚魚（稚エビ）が跳び跳ねる様子を踊りにした「じゃこっぺ踊り」 が創作されるなど、伊勢えびを利用したまちづくりが展開されている。

### 研究所
- 三重県水産研究所は、水産業の研究・指導を目的として設置された三重県立の研究所[5]で、伊勢えびの人工孵化や遠洋カツオ漁の研究で業績を挙げ、地元経済に多大な貢献をしている。
- 三重県栽培漁業センターは、財団法人三重県水産振興事業団が運営する施設。1980年（昭和55年）、放流・養殖用の種苗の大量生産を主目的に水産研究所の隣に設置された[WEB 25]。生産魚種は以下の通り[WEB 26]。
  - アコヤガイ・アワビ・クルマエビ・トラフグ・ヒラメ・マダイ

### 遠洋漁業
浜島港は遠洋漁業の基地としても機能する。1932年（昭和7年）に三重県水産試験場が無線塔を設置したのを皮切りに給油・冷凍施設などの施設整備が整ったことから、大型漁船も来港するようになった。
また、同試験場は遠洋漁業の技術面でもサポートしている。浜島の漁獲魚種はカツオで、これまで釣竿の改良や動力船・大型船をいち早く導入するなどして、地元の水産業を牽引してきた。近年ではカタクチイワシを使った餌の研究や気象衛星NOAAによる漁場分析を行っている。高木秀和の漁業センサスを用いた分析によると、志摩市の漁業の中心は従来、浜島と和具の2本柱であった。しかしながら浜島では、漁業経営体数の著しい減少、大規模な遠洋漁業船の消滅などにより、もはや中心とは言えず、和具1本に集約されたと高木は述べている。

## 観光
年間70万人が訪れる浜島は水産業と共に観光業も重要である。多数の観光資源があるので、ここでは主要なものについて扱う。
浜島温泉郷
1985年（昭和60年）に開湯した1号泉の浜島温泉、1997年（平成9年）に開湯した2号泉の新浜島温泉 の総称。数軒の温泉宿があり、英虞湾を眺めながら入浴できる。
浜島海浜公園
浜島の南に広がる海水浴場の連なる公園。大矢浜が著名。伊勢えび祭や伊勢志摩・里海トライアスロン大会の会場になる。
えびすが丘
志摩市浜島生涯学習センターの近くにある、宇気比神社所管の恵比寿神社境内の丘。太平洋が一望できる。「鼻かけえびす像」があり、毎年1月20日に初笑い神事が行われる。境内には宮山古墳群もある。
磯笛岬・磯笛峠
西隣の浜島町南張との境界にある岬、及び峠。岬には悲恋の物語が残されており、鳴らすと出世と幸運が訪れるというツバスの鐘が設置されている。峠には現在、トンネルが造られている。
志摩市浜島磯体験施設「海ほおずき」
干潮時の磯を再現した志摩市営の観光施設。浜島港に隣接する。

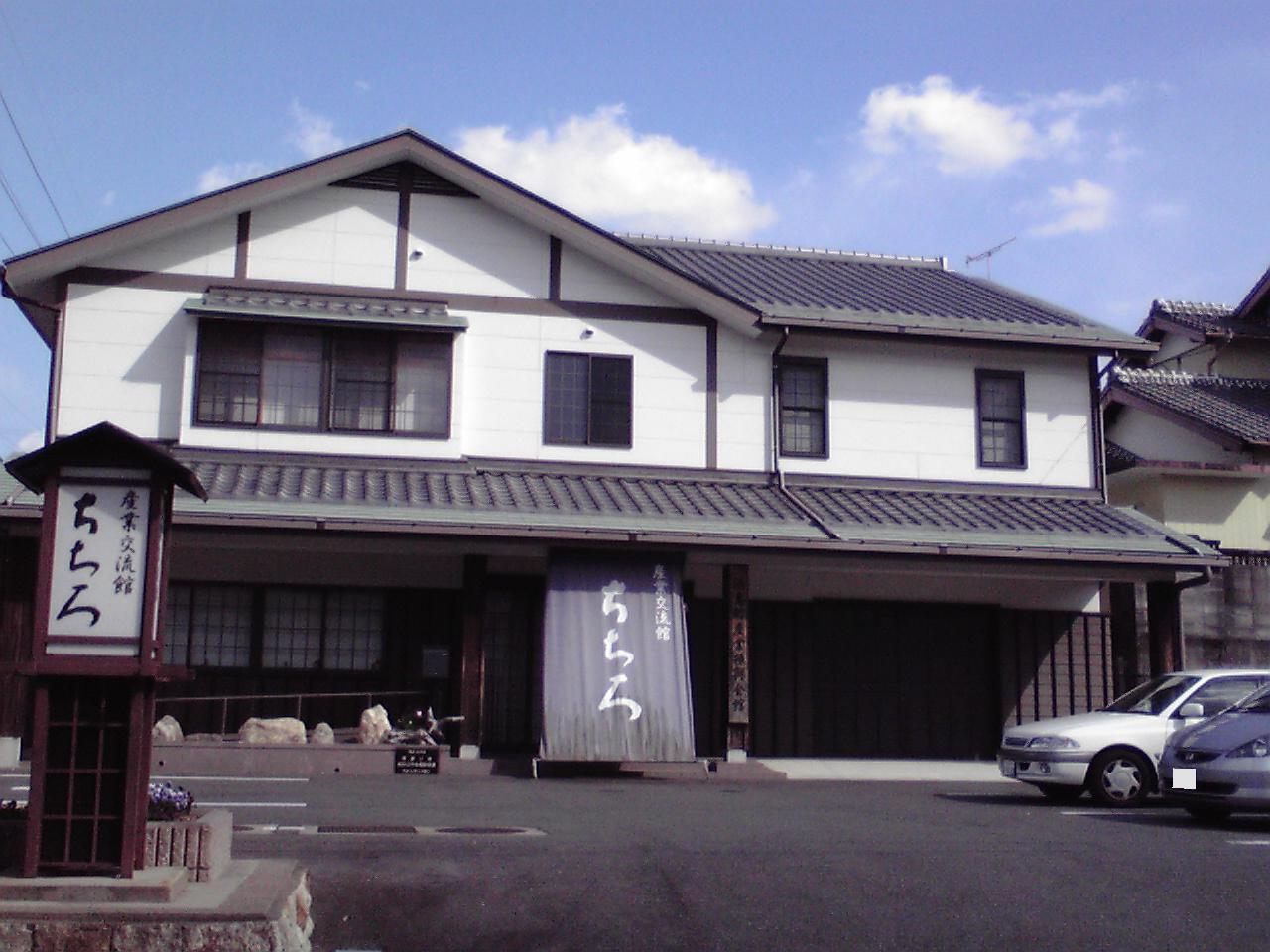
産業交流館ちちろ 観光案内所を兼ねる
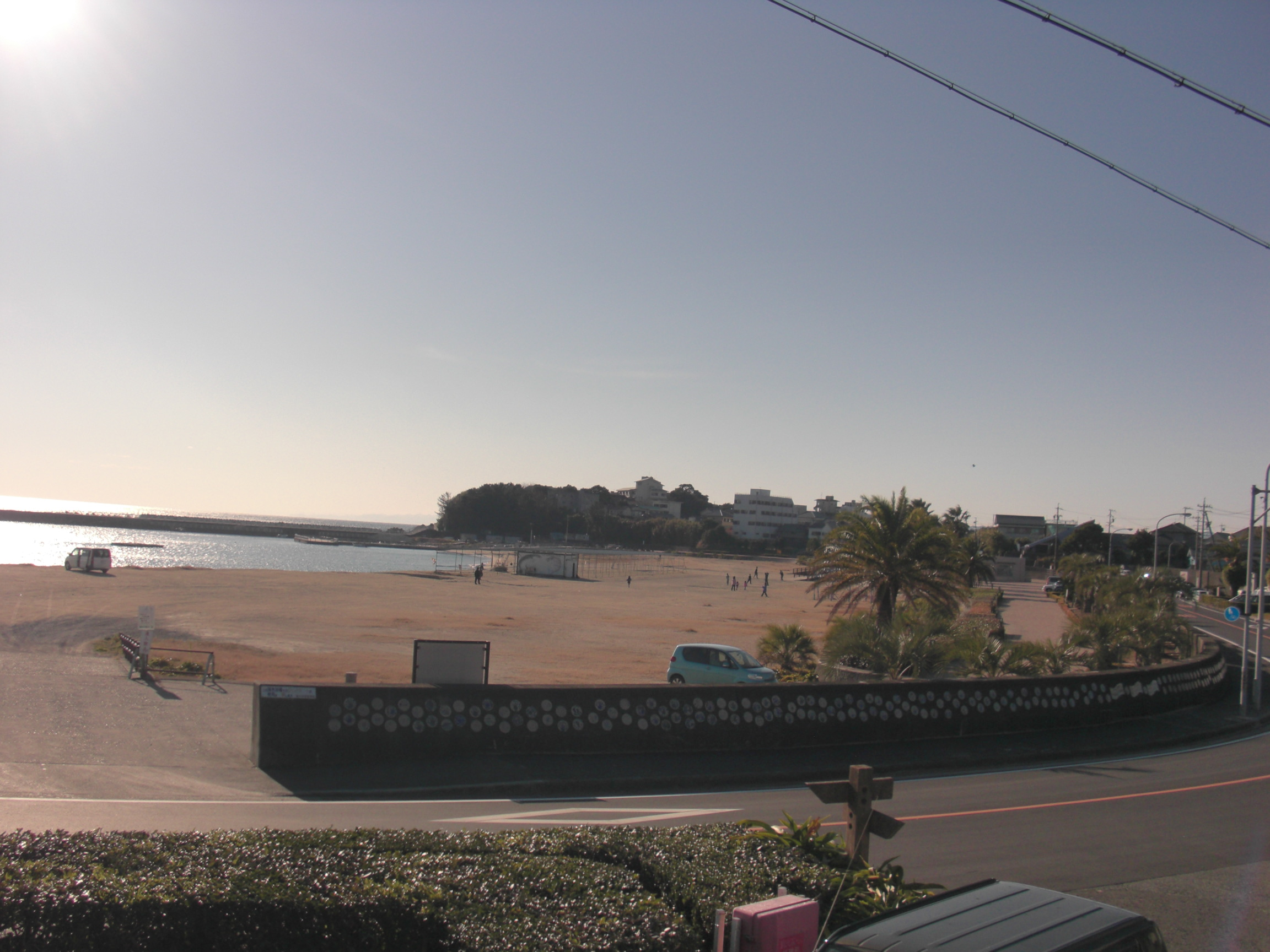
大矢浜
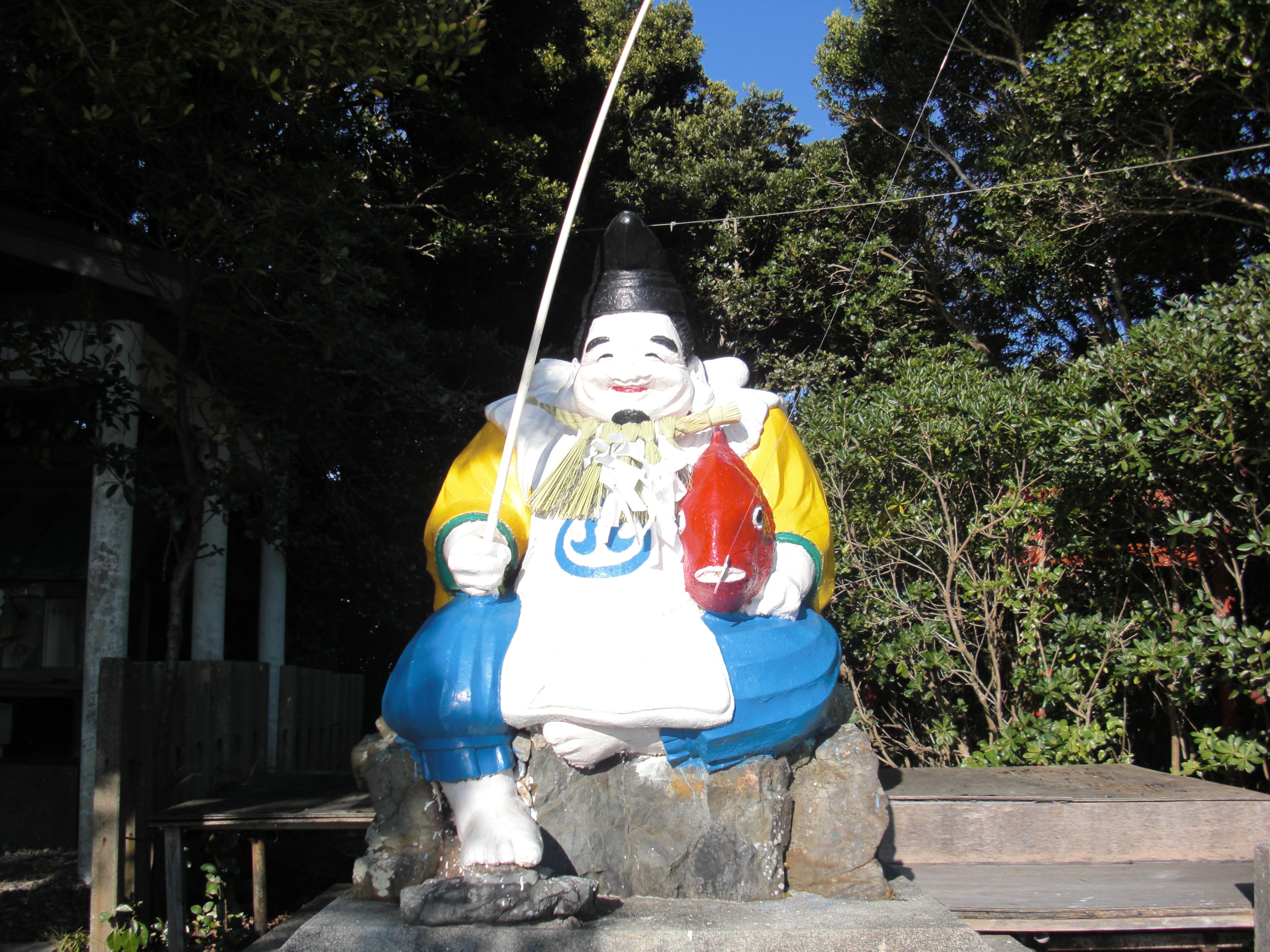
鼻かけえびす像
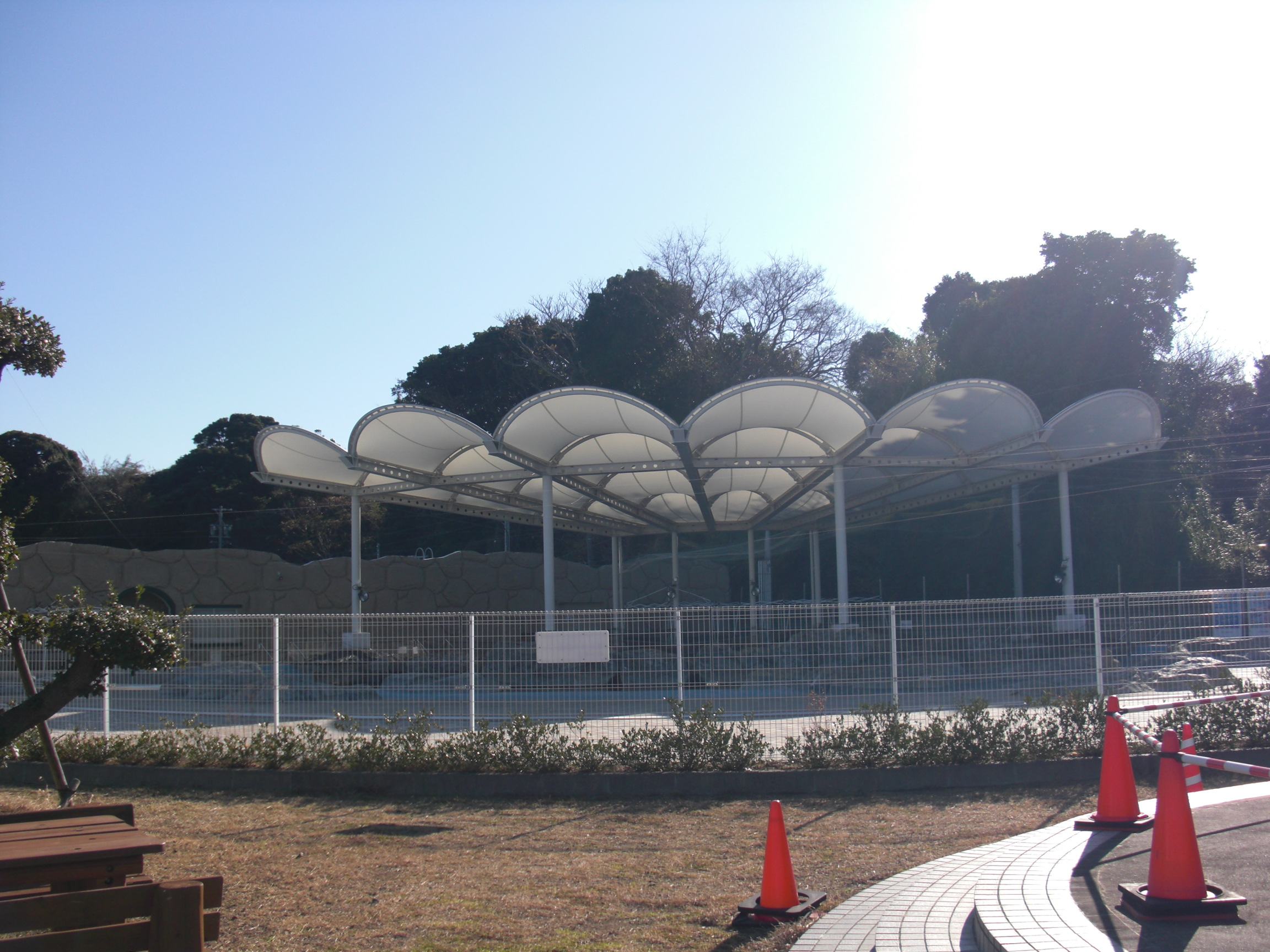
海ほおずき

## 食文化
お盆と正月に、仏前に「ぶんどご飯」を供える風習がある。「ぶんど」とは具体的な栽培品種が不詳のリョクトウの在来品種であり、「ぶんどご飯」はぶんどを入れて炊いたかて飯である。ただし、2022年（令和4年）の調査によると、ぶんどを入れて炊くのではなく、炊き上がった白飯に数粒のぶんどを乗せたものを供えることで手間を省くようになってきている。タカキビの粉で作った団子を入れて、「ぶんどぜんざい」にすることもある。ぶんどは自家栽培が基本で、ほとんど流通していない。

## 交通
浜島は港町であり、陸上交通とともに海上交通も重要であった。

### 陸上
鉄道は通っていない。道路に関しては中心街の幅員が狭いため、バイパス道路が建設された。
路線バス
三重交通志摩営業所管内（中心となるバス停は「浜島」）
- 70系統 宿浦
- 70系統 磯部バスセンター
- 70系統 伊勢市駅前
- 70系統 伊勢赤十字病院

道路

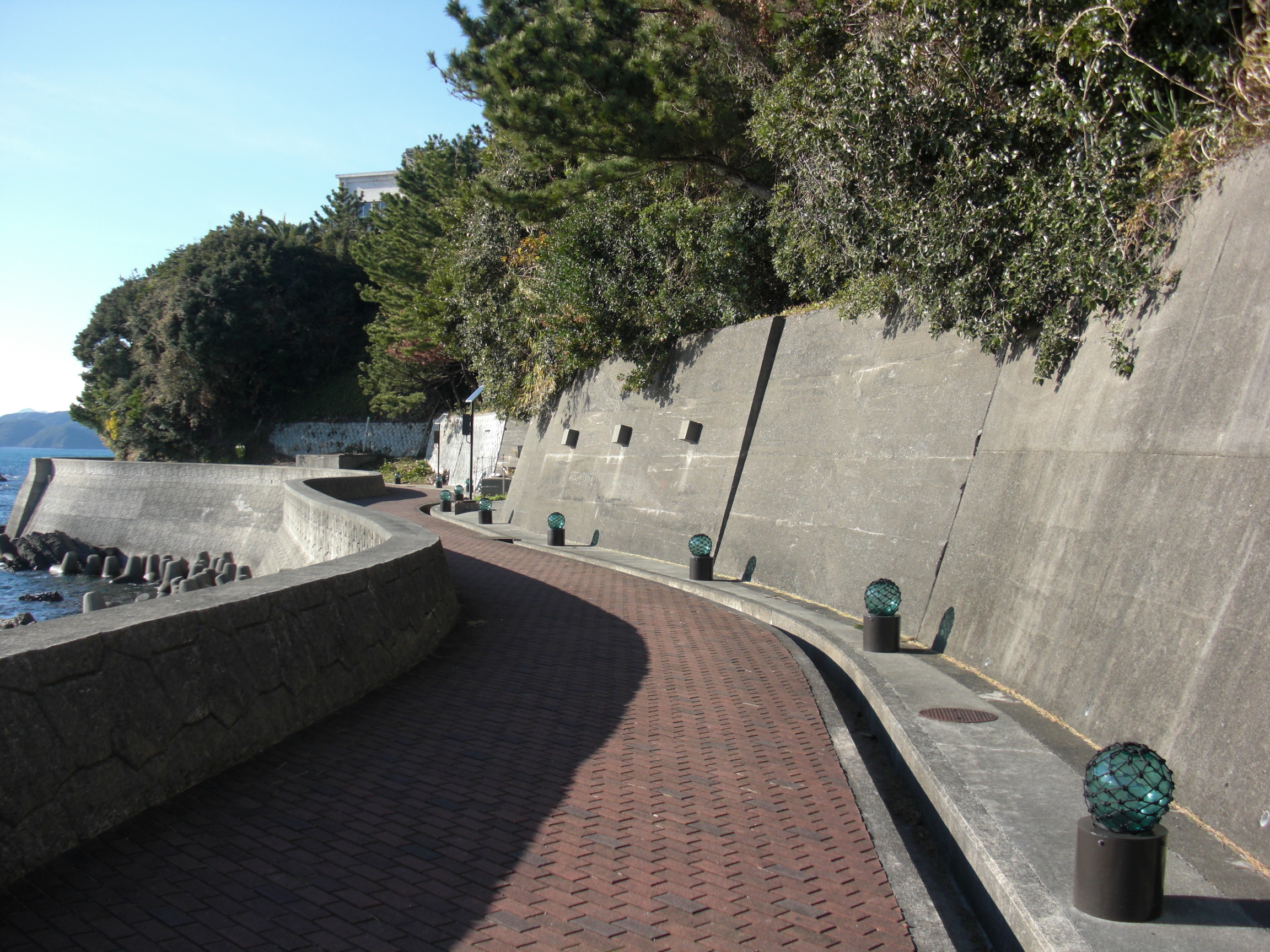
びん玉ロード

- 国道260号：浜島地区での通称は「夢海道」。堤防の壁面にチップアートや魚のペンキ画が施されている。日本の道百選に選定されている。
- 三重県道17号浜島阿児線：浜島から志摩市街へ連絡する主要地方道。基本的に2車線だが浜島中心街では1車線になる。このため「浜島バイパス」が中心を迂回する形で建設中。
- 志摩市道1号線：通称は浜島本町通り。浜島中心街を通るメインストリート。商店街になっており、個人経営の商店が連なる。
- びん玉ロード：地元の若手有志で結成されたWITH AIBE（ウィズ・アイベ）が目戸海岸沿いに整備した歩道。「夢海道」の一部。夕方、「びん玉」というガラス製のブイにキャンドルが灯され、恋人の聖地になりつつある。

### 海上
浜島基地（浜島港）と浜島第二旅客桟橋から、志摩マリンレジャーにより、以下の定期船が就航していた。
- 浜島 - 御座 - 賢島（2021年9月30日をもって廃止）[WEB 37]
  - 所要時間：浜島基地 - 御座10分、浜島基地 - 賢島35分（御座経由）[WEB 38]。
  - 浜島 - 御座間は国道260号の海上区間に指定されているが自動車を積み込むことはできなかったため、同区間に架橋（英虞湾架橋）を目指す運動がある[WEB 39]。

## 施設
観光の節に記載された施設は割愛する。
- 志摩市浜島生涯学習センター
  - 志摩市役所浜島支所
  - 志摩市立図書館浜島図書室
- 志摩市立浜島小学校
- 志摩市立浜島幼稚園
- 志摩市立浜島保育所
- 志摩市立国民健康保険浜島診療所
- 志摩市浜島B&G海洋センター
- 伊勢農業協同組合浜島支店
- 三重外湾漁業協同組合志摩支所浜島事業所
- 三十三銀行浜島支店[WEB 12]
- 三重県水産研究所
- 三重県栽培漁業センター
- 浜島魚市場

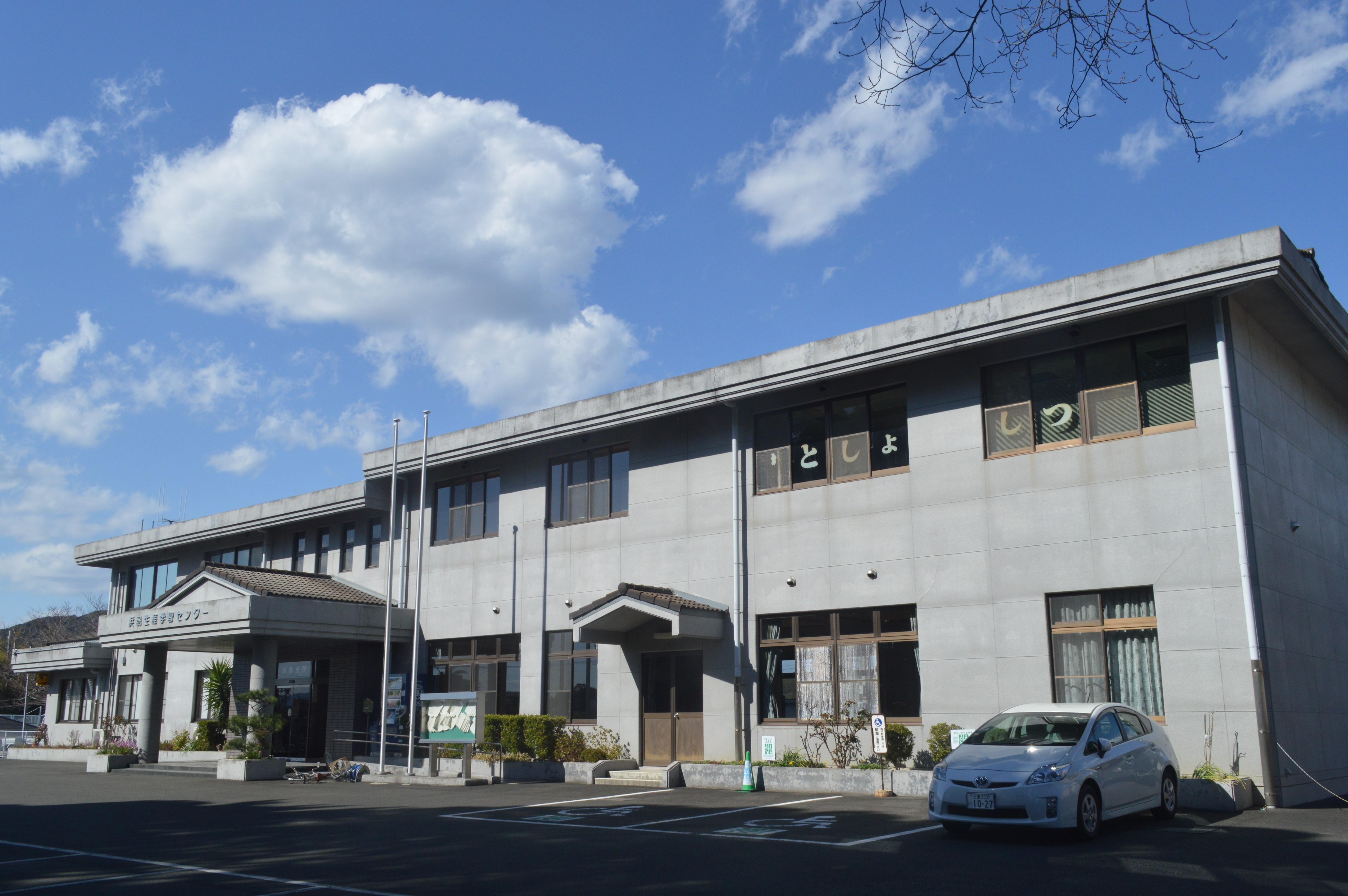
志摩市浜島生涯学習センター（志摩市役所浜島支所併設）

- 第四管区海上保安本部鳥羽海上保安部浜島分室
- 鳥羽警察署浜島警察官駐在所
- 志摩消防署浜島分署
- 汐見成団地
- 宇気比神社